# Andrés Pedraza
Andrés Pedraza (4 de febrero de 1915 - julio de 2000) fue un piloto de prestigio de la aviación argentina.
Fue el primer piloto contratado por FAMA (Flota Aérea Mercante Argentina, que luego pasaría a ser Aerolíneas Argentinas.
Piloto presidencial en los gobiernos de Pedro Aramburu, Arturo Frondizi y José María Guido.
Piloto habitual de la Selección Argentina de Fútbol
En Kansas, en 1960, tomó examen a Howard Hughes, multimillonario propietario de la línea aérea TWA.
Pedraza transmitió todo ello en 1955 al Gobierno del General Pedro Aramburu, hecho que no fue difundido en los medios hasta 1977 en el diario "La Prensa".[cita requerida]
Extraído de declaraciones al diario "Clarín" en 1992:

Era el verano de 1948. Yo debía partir con el DC4 desde Madrid a Buenos Aires. Al empezar a embarcar, vi dos caras conocidas, pero no figuraban en la lista de pasajeros. Entonces supe que viajaban con nombres falsos.
Andrés Pedraza

Su carrera se vio trastocada cuando en junio de 1955 un grupo de aviadores sediciosos junto a políticos de la UCR se levantaron contra el orden constitucional y bombardearon Plaza de Mayo causando más de 300 asesinatos de ciudadanos. Pedraza se negó a participar del acto terorristas y dos meses después se negó a sublevarse contra el gobierno constitucional de Juan Domingo Perón en Septiembre de ese año. Con la toma del poder por parte del dictador Eduardo Lonardi e Isaac Rojas Pedraza fue arrestado junto a decenas de pilotos en la isla Manuel García por no haberse plegado al golpe de Estado, siendo dado de baja durante un año de la fuerza.

## Datos familiares
Hijo del político y empresario cordobés Melitón Pedraza y Pereyra, expresidente del Tribunal de Cuentas de esa provincia.En 1940 se casó con Susana Ferrari Billinghurst.
- Datos: Q5676032